# The Best of Nas
The Best of Nas ist eine japanische Kompilation von Nas’ größten Hits aus dem Zeitraum von 1994 bis 1999. Es sind Songs von seinen ersten vier Alben Illmatic, It Was Written, I Am… und Nastradamus enthalten, sowie einige B-Seiten wie Life’s A Bitch (Arsenal Mix).
Die ersten acht Tracks sind alle aus dem Jahr 1994. Die Remixe dazu stammen auch alle von damals und wurden wenige Monate nach Veröffentlichung von Illmatic von Q-Tip und Large Professor gemixt, da die Albumversionen nicht in ihrer ursprünglichen Form im Fernsehen gesendet wurden.
Auf dem One Love (LG Main Remix) und Life’s A Bitch (Arsenal Mix) wollte Nas den beiden Queensbridge-Bewohnern Def Jef und Ken Staton bei ihrer musikalischen Karriere verhelfen und ließ dazu den Remix produzieren und Ken Staton eine Hook singen.
Die restlichen zehn Tracks sind alle in ihrer Grundversion geblieben.

## Titelliste
| #  | Titel                                         | Produzent(en)                     | Musiker          |
| -- | --------------------------------------------- | --------------------------------- | ---------------- |
| 01 | Life’s a Bitch                                | L.E.S.                            | AZ, Nas          |
| 02 | Life’s a Bitch (Arsenal Mix)                  | Def Jef, Meach Wells              | AZ, Nas          |
| 03 | The World Is Yours                            | Pete Rock                         | Nas, Pete Rock   |
| 04 | The World Is Yours (Tip Remix)                | Q-Tip                             | Nas              |
| 05 | One Love                                      | Q-Tip                             | Nas, Q-Tip       |
| 06 | One Love (LG Main Remix)                      | The LG Experience                 | Nas, Ken Staton  |
| 07 | It Ain't Hard to Tell                         | Large Professor                   | Nas              |
| 08 | It Ain't Hard to Tell (Large Professor Remix) | Large Professor                   | Nas              |
| 09 | The Message                                   | Poke and Tone                     | Nas              |
| 10 | Street Dreams                                 | Poke and Tone                     | Nas              |
| 11 | Street Dreams (Remix)                         | Poke and Tone                     | Nas, R. Kelly    |
| 12 | If I Ruled the World (Imagine That)           | Trackmasters                      | Lauryn Hill, Nas |
| 13 | Hate Me Now                                   | D-Moet, Poke and Tone, Pretty Boy | Nas, Puff Daddy  |
| 14 | You Won't See Me Tonight                      | Timbaland                         | Aaliyah, Nas     |
| 15 | Nas Is Like                                   | DJ Premier                        | Nas              |
| 16 | Nastradamus                                   | L.E.S.                            | Nas              |
| 17 | New World                                     | L.E.S.                            | Nas              |
| 18 | You Owe Me                                    | Timbaland                         | Ginuwine, Nas    |